# C/2016 R2 PANSTARRS
C/2016 R2 PANSTARRS è una cometa non periodica scoperta il 30 agosto 2016 dal programma astronomico Pan-STARRS.
Per le sue caratteristiche fisiche è stato ipotizzato che la cometa possa essere un frammento generato da una collisione distruttiva di un grosso asteroide della fascia di Kuiper ricco di sostanze volatili.

## Particolarità
La cometa ha quattro particolarità, una orbitale e tre fisiche:
- una piccola MOID con il pianeta Nettuno.
- una composizione chimica inusuale. L'azoto biatomico è emesso abbondantemente dal nucleo cometario tanto che nella chioma predomina nettamente rispetto al monossido di carbonio. Quest'ultima sostanza sarebbe tuttavia uno dei costituenti principali del nucleo, mentre al contrario la percentuale di ghiaccio d'acqua sarebbe minore che in altre comete e questo spiegherebbe la sua bassa abbondanza nella chioma, dove la sua presenza deriva dalla sublimazione del ghiaccio d'acqua; anche l'acido cianidrico (HCN) è deficitario [5].
- una minore quantità, di oltre quindici volte, di polvere nella chioma e nella coda [6].
- la cometa farebbe parte di una famiglia di comete di cui si osservano ogni secolo solo pochi membri; ne farebbero parte la C/1908 R1 Morehouse e C/1961 R1 Humason; altri membri della famiglia potrebbero essere la 29P/Schwassmann-Wachmann e la C/2002 VQ94 LINEAR[6].